# Diviacka Nová Ves
Diviacka Nová Ves (bis 1927 auch Novejsa, deutsch Divickneudorf, ungarisch Divékujfalu) ist eine Gemeinde in der Slowakei.
Der Ort wurde 1271 zum ersten Mal schriftlich erwähnt. Zu ihm gehört neben dem Hauptort der erst 1964 hinzugekommene Ort Vrbany (deutsch Werbin) sowie der bereits 1877 eingemeindete Ort Somorová (auch Somorova Ves, deutsch Sommersdorf).

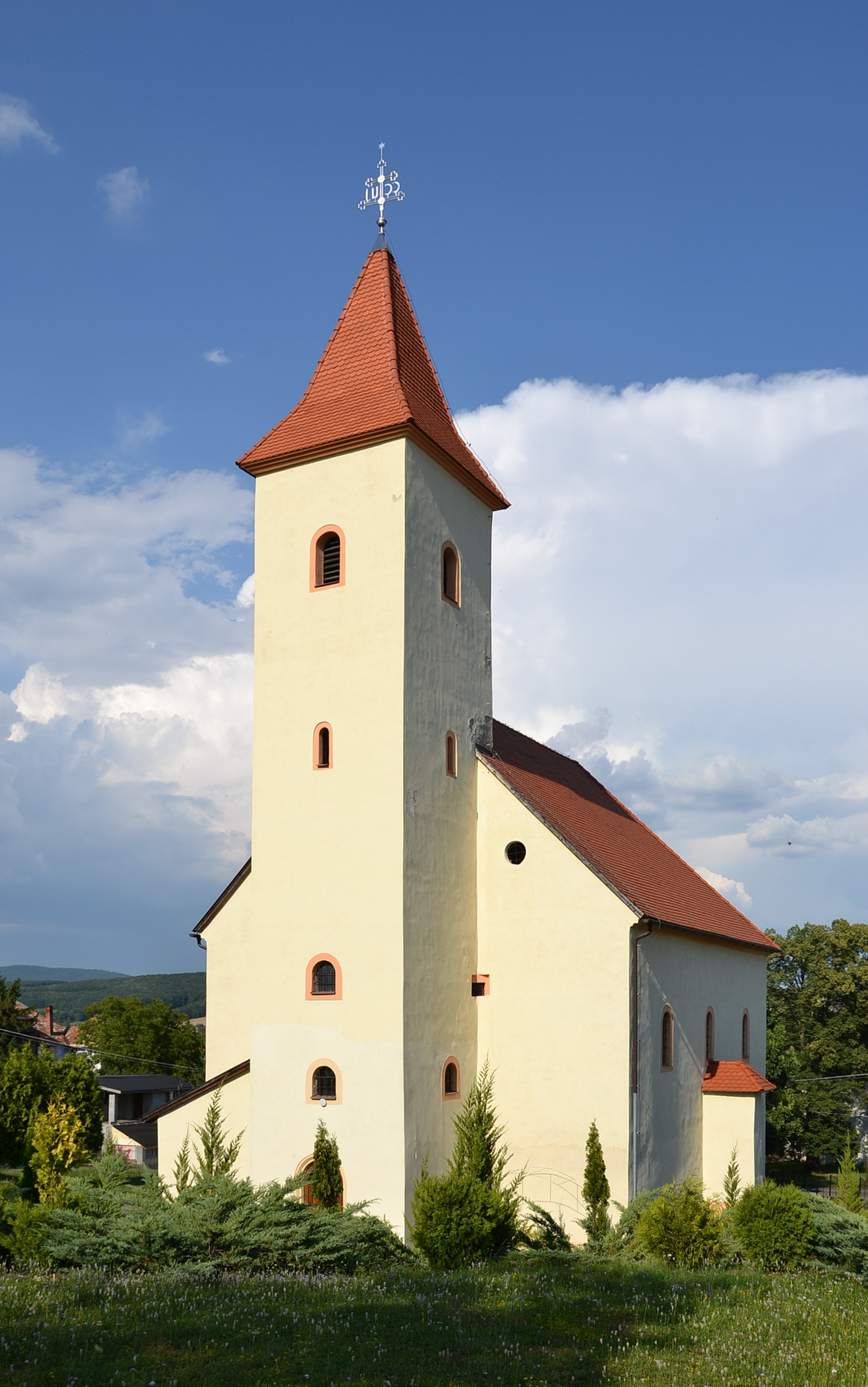

## Bevölkerung
| Jahr:                | 1994. | 2004.   | 2014. | 2024.   |
| -------------------- | ----- | ------- | ----- | ------- |
| Anzahl der Personen: | 1730  | 1754    | 1754  | 1760    |
| Unterschied:         |       | +1,38 % | +0 %  | +0,34 % |

| Jahr:                | 2023. | 2024.   |
| -------------------- | ----- | ------- |
| Anzahl der Personen: | 1761  | 1760    |
| Unterschied:         |       | -0,05 % |